# Trichocerca caspica
Trichocerca caspica är en hjuldjursart som först beskrevs av Tschugunoff 1921.  Trichocerca caspica ingår i släktet Trichocerca och familjen Trichocercidae. Inga underarter finns listade i Catalogue of Life.